# Poród domowy
Poród domowy – poród, który odbywa się w domu ciężarnej przy udziale położnej posiadającej uprawnienia do przyjmowania porodu w takich warunkach i często przy obecności rodziny. Jest alternatywą dla porodu szpitalnego. Kobieta podczas takiego porodu czuje się swobodniej i spokojniej niż w szpitalu.

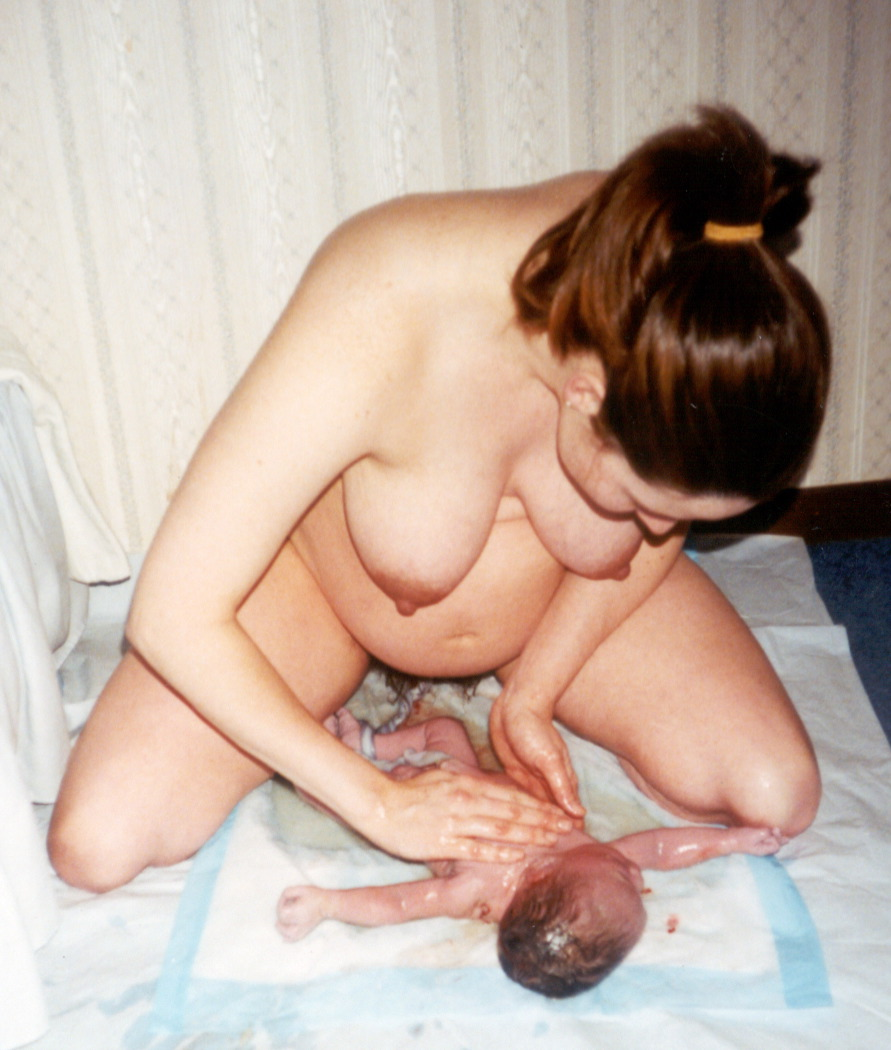
Poród w domu

Na poród domowy powinny decydować się głównie ciężarne, u których ciąża przebiega prawidłowo i nie występują niepokojące objawy. Kwalifikuje do niego wybrana położna po przeprowadzeniu wywiadu lekarskiego, jak również w szczególnych przypadkach po konsultacji z lekarzem prowadzącym ciążę. Położna powinna również zlecić dodatkowe badania oraz przeprowadzić szkolenie dotyczące przebiegu porodu i udzielić informacji jak przygotować mieszkanie.
Podczas porodu domowego mogą wystąpić komplikacje (według raportu BJOG – International Journal of Obstetrics and Gynaecology jedna trzecia kobiet rodzących w domach musiała zostać przewieziona do szpitala), które wymagają interwencji lekarskiej (m.in. odklejenie łożyska, zaburzenia tętna u noworodka, krwotok). Wówczas należy udać się do szpitala, co może okazać się trudne w drugim okresie porodu. W raporcie opublikowanym przez BJOG – International Journal of Obstetrics and Gynaecology stwierdzono, że kobiety rodzące w domu nie są narażone na większe komplikacje zdrowotne i nie ma większych zagrożeń dla noworodków niż kobiety rodzące w szpitalu.
Szczepienia i obowiązkowe badania noworodka (m.in. test przesiewowy w kierunku fenyloketonurii i hypotyreozy, wykonywane rutynowo podczas porodu w szpitalu) należy wykonać w przychodni. Czasami wykonuje je położna, która przyjęła poród lub położna środowiskowa podczas wizyty patronażowej (po wcześniejszym zgłoszeniu zapotrzebowania).
Położna przyjmująca poród powinna wystawić dokumenty takie jak:
- zaświadczenie o urodzeniu dziecka,
- książeczkę zdrowia dziecka,
- kartę uodpornienia dziecka,
- książeczkę szczepień dziecka,
- zaświadczenie dla pracodawcy potrzebne do uzyskania urlopu macierzyńskiego.

Porody domowe nie są objęte refundacją Narodowego Funduszu Zdrowia.